# Fabian Broghammer
Fabian Broghammer (* 14. Januar 1990 in Heppenheim) ist ein ehemaliger deutscher Fußballspieler.

## Karriere

### Verein

#### Jugend
In der Jugend spielte Broghammer für Germania Eberstadt, den SC Viktoria Griesheim und bis 2007 für Eintracht Frankfurt. Danach wechselte er zur TSG 1899 Hoffenheim, in deren Jugendmannschaften er zwei Jahre verbrachte, sowie ein weiteres Jahr in der zweiten Mannschaft des Vereins.

#### Einstieg in den Profifußball
2009 wechselte Broghammer zur zweiten Mannschaft des VfB Stuttgart. Broghammer kam über die folgenden beiden Spielzeiten zu 20 Einsätzen in der 3. Fußball-Liga, sein einziges Ligator für den VfB erzielte er bei seinem Debüt, einer 2:4-Niederlage gegen die Zweitmannschaft des FC Bayern München im September 2009. Nachdem er mehrere Wochen beim Drittligaaufsteiger SV Darmstadt 98 mittrainiert hatte, gab der Klub im August 2011 die Verpflichtung Broghammers bekannt. Nach nur zwei Kurzeinsätzen in der Hinrunde der Saison 2011/12 wurde ihm seitens Verein in der Winterpause ein Wechsel nahegelegt, Ende Januar 2012 verließ er den Klub schließlich wieder.
Die Rückrunde der Saison 201/12 verbrachte Broghammer beim Regionalligisten FC Bayern Alzenau, der in der Süd-Staffel antrat. Dort kam er in der Rückrunde zu fünf Ligaeinsätzen (zwei Tore), der Klub stieg am Saisonende als Tabellenletzter in die Hessenliga ab.

#### Wechsel nach England
Im August 2012 wechselte er zu den Bristol Rovers, einem Verein aus der Football League Two, wo er zuerst ein Probetraining absolvierte, bevor der Verein am 12. August bekannt gab, Broghammer verpflichtet zu haben. Er unterschrieb einen Einjahresvertrag mit der Option auf ein weiteres Jahr und erhielt die Trikotnummer 11. Der Trainer der Bristol Rovers, Mark McGhee, wurde von seinem ehemaligen HSV-Mannschaftskameraden Felix Magath auf Broghammer aufmerksam gemacht. Am 17. August erhielt Bristol Rovers die internationale Freigabe für Broghammer, wodurch der Mittelfeldspieler am 18. August im Heimspiel gegen Oxford United debütieren konnte, als er in der 50. Minute für Joe Anyinsah eingewechselt wurde. Am 8. September 2012 erzielte er beim 2:2-Unentschieden gegen Aldershot Town in der 90. Minute das Tor zum Endstand und somit auch sein erstes Tor für Bristol Rovers.
Nach 38 Saisoneinsätzen (3 Tore) bot der Verein Broghammer im Mai 2013 einen neuen Vertrag an, einen Monat später wurde die Vertragsverlängerung um eine weitere Saison bekanntgegeben. Bei einem Freundschaftsspiel am 19. Juli 2013 im Zuge der Vorbereitung auf die Saison 2013/14 zog sich Broghammer einen Riss des vorderen Kreuzbandes und des Meniskuses zu. Von Vereinsseite wurde vermutet, dass er neun Monate ausfallen wird. Am 8. April 2014 bestritt er sein erstes Spiel nach der Verletzung, als er bei der Partie der Reservemannschaft gegen die Reserve von Swindon Town die ersten 60 Minuten bestritt. Am 19. April 2014 stand er zum ersten Mal nach seiner Genesung wieder für die erste Mannschaft auf dem Platz, als er bei der 3:2-Auswärtsniederlage gegen den FC Portsmouth in der 28. Minute für Michael Smith eingewechselt wurde. Nach einer 0:1-Niederlage gegen Mansfield Town am 3. Mai 2014 stieg Broghammer mit den Bristol Rovers aus der Football League Two ab. Am 6. Mai 2014 gab der Verein bekannt, den Vertrag mit Broghammer nicht zu verlängern.

#### Rückkehr nach Deutschland
Zur Saison 2014/15 wechselte Broghammer in die Hessenliga zum SV Wiesbaden. Im März 2015 erlitt er einen Kreuzbandriss im rechten Knie, nach der Saison 2015/16 endete seine Laufbahn im Leistungssport.

### Nationalmannschaft
Broghammer debütierte für die deutsche U-17 beim 1:1-Unentschieden gegen Portugal am 18. Februar 2007 in Lagos. Broghammer war Teil der deutschen Mannschaft von Trainer Heiko Herrlich, die 2007 an der U-17-Weltmeisterschaft in Südkorea teilnahm. Beim Erreichen des dritten Platzes um die späteren Nationalspieler Toni Kroos und Sebastian Rudy bestritt er, zumeist als Einwechselspieler, fünf WM-Spiele und erzielte den Führungstreffer beim 5:0-Erfolg gegen Trinidad und Tobago.
In den folgenden beiden Spielzeiten bestritt er zunächst fünf Partien für die U18-Auswahl (2007/08) und anschließend noch zwei Länderspiele für die deutsche U19 (2008/09). Insgesamt bestritt Broghammer von 2007 bis 2009 17 Partien für die Nachwuchsmannschaften des DFB, in denen er zweimal traf.